# Egeris (Skive)
 For alternative betydninger, se Egeris. (Se også artikler, som begynder med Egeris)
Egeris er en bydel i Skive. Egeris deles i to af vejen søndre boulevard, hvor Egeris Erhvervsområde ligger vest for vejen, med forskellige industri virksomheder. Øst for vejen ligger beboelse, med villa kvartere samt boligblokke langs Egerisvej.
I bydelen kan man finde Egeris Kirke som ligger under Egeris Sogn, Egeris butikstorv samt Brårup skole.
Egeris ligger mellem bydelene Brårup og Dalgas.